# 英照皇太后
英照皇太后（1835年1月11日—1897年1月11日），是孝明天皇的女御，明治天皇的嫡母。
婚前名字為九條夙子（日语：／ Kujō Asako）

## 簡歷
父親是關白左大臣九條尚忠，母親是賀茂神社氏人・南大路長尹之女菅山。是左大臣九條道孝的姊姊，而其姪女則是貞明皇后。
誕生於山城國愛宕郡下鴨村（現為京都市左京區下鴨）的南大路家，最初名為基君（のりきみ）。
弘化二年（1845年）九月十四日，正值十二歲之時，成為年長她兩歲的東宮統仁親王（後來的孝明天皇）之妃。結婚翌年，孝明天皇即位；嘉永元年（1848年）十二月七日，敘從三位，同年十二月十五日進宮，封為女御。孝明天皇原想立夙子為后，並先敘任准三宮，但遭幕府反對。嘉永六年（1853年）五月七日，夙子敘正三位、准三宮。
婚後分別生下第一皇女順子內親王、第二皇女富貴宮，但她們都在幼年期便夭折了。萬延元年（1860年）七月十日，孝明天皇敕令典侍中山慶子所生的九歲第二皇子祐宮睦仁親王（後來的明治天皇）以她的「實子」（親生子）名義撫養。
33歳時，其夫孝明天皇猝逝；明治天皇即位後，於慶應四年（1868年）三月十八日，冊立她為皇太后，儘管她未曾當過皇后。
遷都東京後的明治五年（1872年），遷居到赤坂離宮；同七年，移居赤坂御用地內的青山御所。
明治二十一年（1888年）11月1日，受勳勳一等寶冠章。明治三十年（1897年）1月11日皇太后崩逝，享壽六十二歲。1月30日，賜追號「英照皇太后」。同年將大喪的紀錄以和裝本作成『英照皇太后大喪記事』、『英照皇太后之御盛徳』、『英照皇太后陛下御大葬写真帖』。
其陵寢在京都市東山區今熊野的後月輪東山陵，與孝明天皇同葬。
附帶一提，京都的大宮御所，是依皇太后夙子的意見，在慶應三年（1867年）建造的。

## 家庭
- 夫：孝明天皇（1831-1867）
  - 第一皇女：順子内親王（1850-1852）
  - 第二皇女：富貴宮（1858-1859）
  - 養子：睦仁親王（明治天皇）

## 榮譽
- 1888年（明治21年）11月1日 - 勳一等寶冠章(寶冠大綬章)[1]

1. ↑  『官報』第1605号「宮廷録事」1888年11月2日。